# Maple Leaf (Amtrak)
Pour les articles homonymes, voir Maple leaf.
Le Maple Leaf (Feuille d'érable, en anglais) est un train de passagers exploité conjointement par VIA Rail et Amtrak. Le trajet, long de 875 kilomètres, relie la gare de Pennsylvania à New York à la gare Union de Toronto, en passant par Albany, Syracuse, Rochester et Buffalo. Le train voyage durant le jour et prend environ 12 heures pour parcourir le trajet, incluant deux heures pour le contrôle frontalier à Niagara Falls. Le train utilise exclusivement le matériel roulant d'Amtrak, même si le personnel du côté Canadien est employé par VIA Rail. Un changement de locomotive s'effectue à Albany.
Du côté canadien, la ligne est partagée avec le train Toronto-Niagara Falls, tandis qu'elle est partagée avec l'Empire Service du côté américain.
Originellement, le Maple Leaf était un service du Grand Trunk Western effectuant la liaison entre Chicago et Toronto. Les terminus étaient la Gare Deaborn de Chicago et la Gare Union de Toronto. Le train suivait un trajet passant par Stratford, Port Huron, Flint, Lansing, Battle Creek et South Bend. La route entre Chicago et Port huron est maintenant desservie par les trains #364 et 365 d'Amtrak, le Blue Water.

## Gares desservies
En direction ouest, le Maple Leaf est le train #63 aux États-Unis et le #98 au Canada. En direction est, il est le train #64 aux États-Unis et le numéro #97 au Canada.
New York
- New York
- Yonkers
- Croton-Harmon
- Poughkeepsie
- Rhinecliff-Kingston
- Hudson
- Albany–Rensselaer
- Schenectady
- Amsterdam
- Utica
- Rome
- Syracuse
- Rochester
- Buffalo (Depew)
- Buffalo (Exchange Street)
- Niagara Falls

Ontario
- Niagara Falls
- St. Catharines
- Grimsby
- Aldershot
- Oakville
- Union Station